# Paweł Krutul
Paweł Krutul (ur. 21 lutego 1974 w Białymstoku) – polski polityk, menedżer i przedsiębiorca, poseł na Sejm IX kadencji, od 2024 wicewojewoda podlaski.

## Życiorys
Jest absolwentem zarządzania i marketingu, magisterium uzyskał w Wyższej Szkole Finansów i Zarządzania w Białymstoku w 2002. Ukończył też studia podyplomowe w Wyższej Szkole Administracji Publicznej im. Stanisława Staszica w tym samym mieście. Był dyrektorem biura poselskiego. Przez 13 lat pracował jako menedżer w Central European Distribution Corporation. Był członkiem rady programowej TVP3 Białystok. Zajął się też prowadzeniem własnej działalności gospodarczej.
Był działaczem Nowoczesnej (pełnił m.in. funkcję wiceprzewodniczącego partii w województwie podlaskim). W 2017 przeszedł do Platformy Obywatelskiej. W 2019 związał się z ugrupowaniem Wiosna, zostając przewodniczącym jego podlaskich struktur.
W wyborach parlamentarnych w 2019 wystartował z pierwszego miejsca listy Sojuszu Lewicy Demokratycznej w okręgu białostockim (w ramach porozumienia partii lewicowych). Uzyskał mandat posła na Sejm IX kadencji, otrzymując 13 455 głosów. W Sejmie został członkiem Komisji Obrony Narodowej oraz Komisji Kultury Fizycznej, Sportu i Turystyki, a także wiceprzewodniczącym Podkomisji stałej ds. współpracy z zagranicą i NATO. W czerwcu 2021, po rozwiązaniu Wiosny, został członkiem Nowej Lewicy. W wyborach w 2023 bez powodzenia ubiegał się o poselską reelekcję. W styczniu 2024 powołany na stanowisko pierwszego wicewojewody podlaskiego. W tym samym roku bezskutecznie kandydował do Sejmiku Województwa Podlaskiego.

## Życie prywatne
Ma dwóch synów i córkę.

## Wyniki w wyborach ogólnopolskich
| Wybory | Komitet wyborczy | Komitet wyborczy             | Organ            | Okręg | Wynik          |
| ------ | ---------------- | ---------------------------- | ---------------- | ----- | -------------- |
| 2019   |                  | Sojusz Lewicy Demokratycznej | Sejm IX kadencji | nr 24 | 13 455 (2,58%) |
| 2023   |                  | Nowa Lewica                  | Sejm X kadencji  | nr 24 | 11 063 (1,82%) |

## Odznaczenia
- Biały Krzyż „Honor et Gloria” – Ukraina, 2023[13]